# Hässelby gård
Hässelby gård est un quartier du district d'Hässelby-Vällingby à Stockholm en Suède.

## Description
Hässelby gård est un quartier de Västerort. 
Le quartier borde les quartiers de Hässelby villastad, Vinsta, Vällingby, Grimsta et Hässelby Strand.
De nos jours, FastPartner est propriétaire des immeubles à proximité du centre-ville et Svenska Bostäder est le plus grand propriétaire (environ 83 % des résidents vivent dans un immeuble locatif, dont environ 50 % appartiennent au bien public),,.
En 2017, un projet de développement du réseau piétonnier et cyclable a été réalisé. Une nouvelle piste piétonne et cyclable de 400 m a été construite entre Blomsterkungsvägen et Skälbyvägen, où elle est construite avec la piste cyclable existante. 
Au cours des années 2018-2019, la promenade a été modernisée. 
Aujourd'hui, le centre compte encore plusieurs magasins, une épicerie et des restaurants. 
En 2020, un projet a été lancé pour équiper la place. La rénovation faisait partie du programme « Un Stockholm plus vert » de la ville de Stockholm. Le projet a été achevé en 2022.

## Transports
La station Hässelby gård est sur la ligne T19 du métro de Stockholm.

## Espaces naturels
La réserve naturelle de Grimsta se trouve à quelques pas de Hässelby Gård. 
Dans la mesure où Grimstaskogen et Blackebergsskogen ont échappé à la foresterie moderne, il reste, entre autres, de vieilles forêts de conifères vallonnées, des zones forestières mixtes et des fourrés de feuillus. La réserve naturelle compte à la fois des pistes lumineuses éclairées et des sentiers de randonnée pédestres.

## Galerie

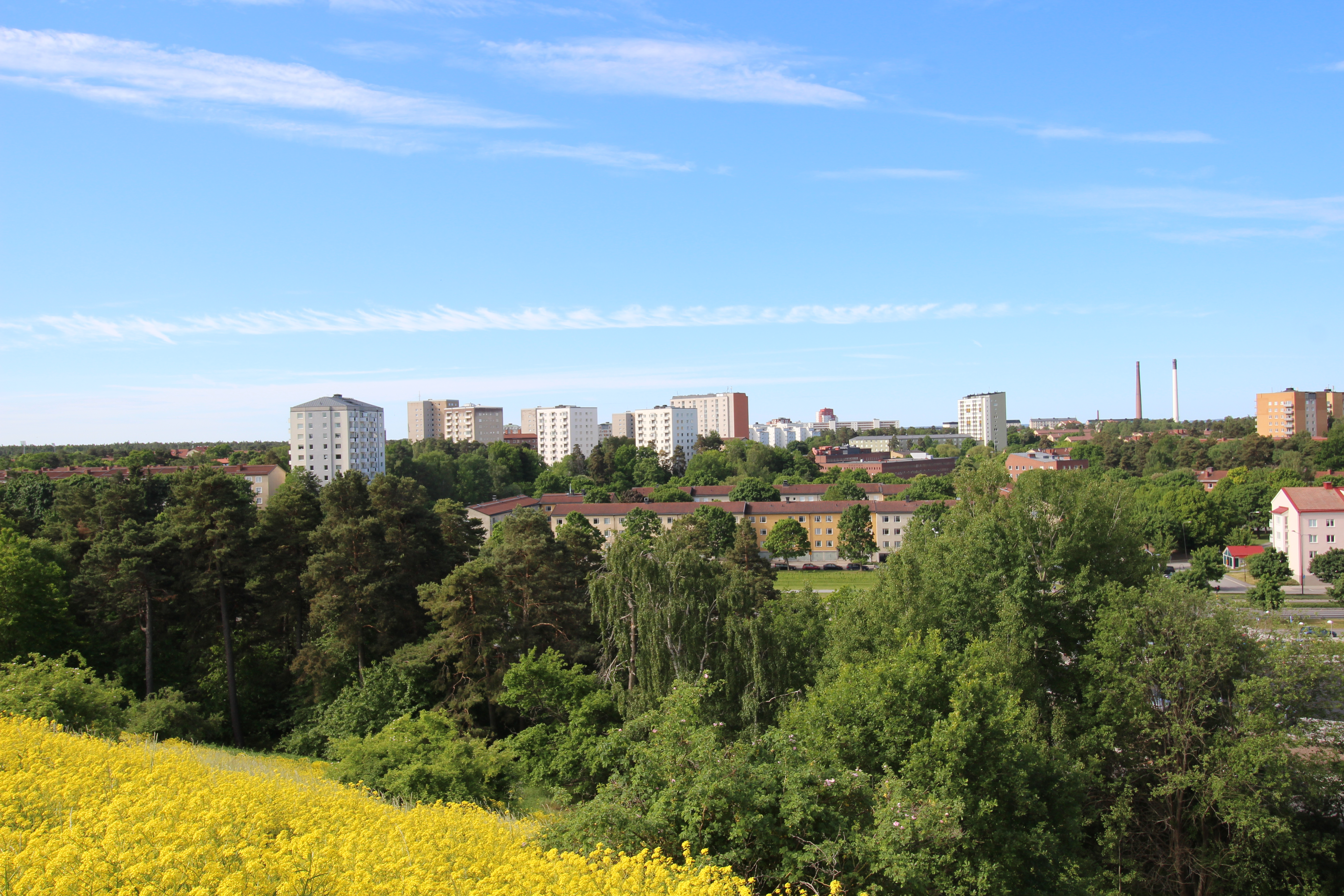
Hässelby gård en 2016.
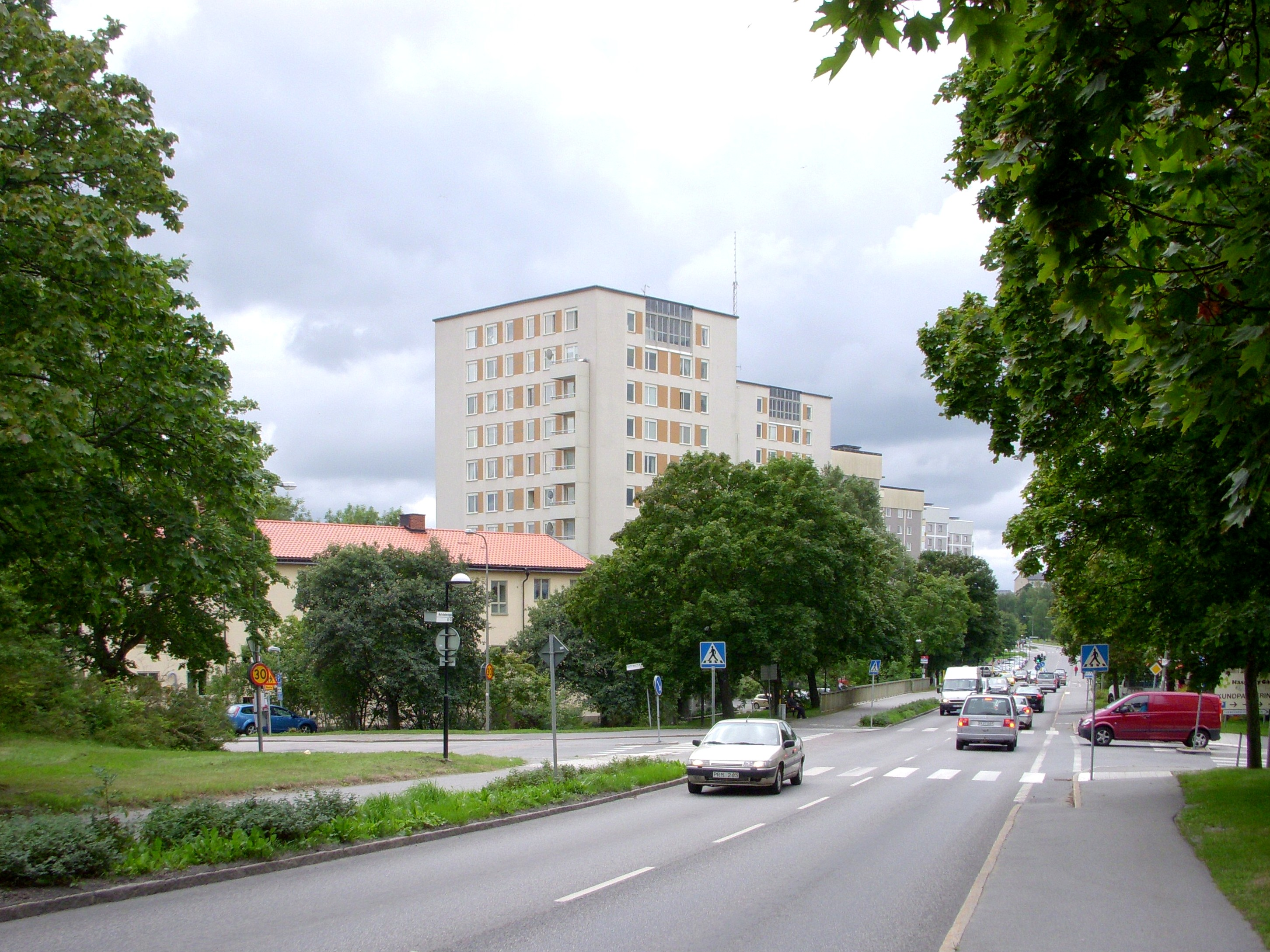
Maltesholmsvägen en août 2010.
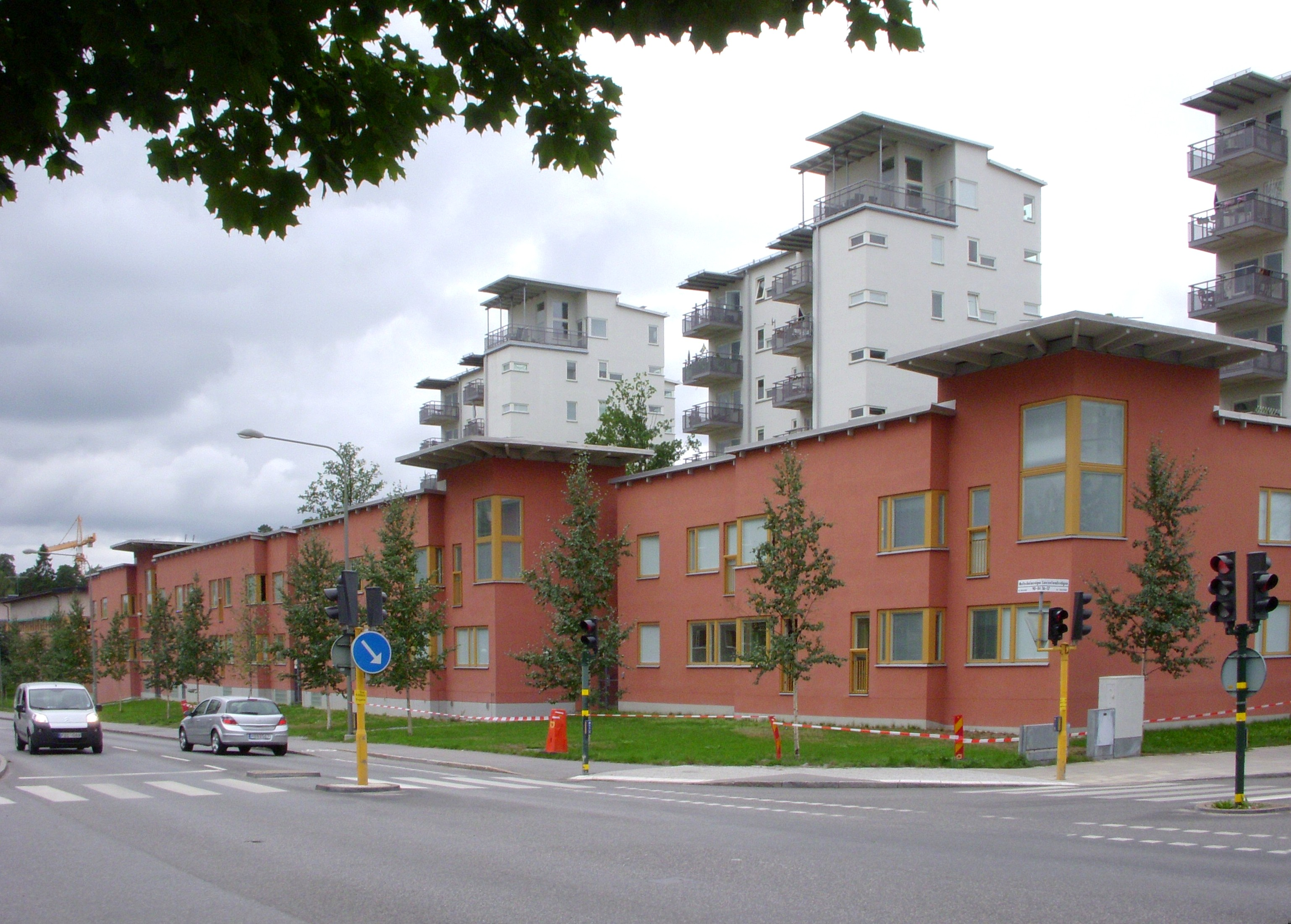
Maltesholmsvägen en août 2010.
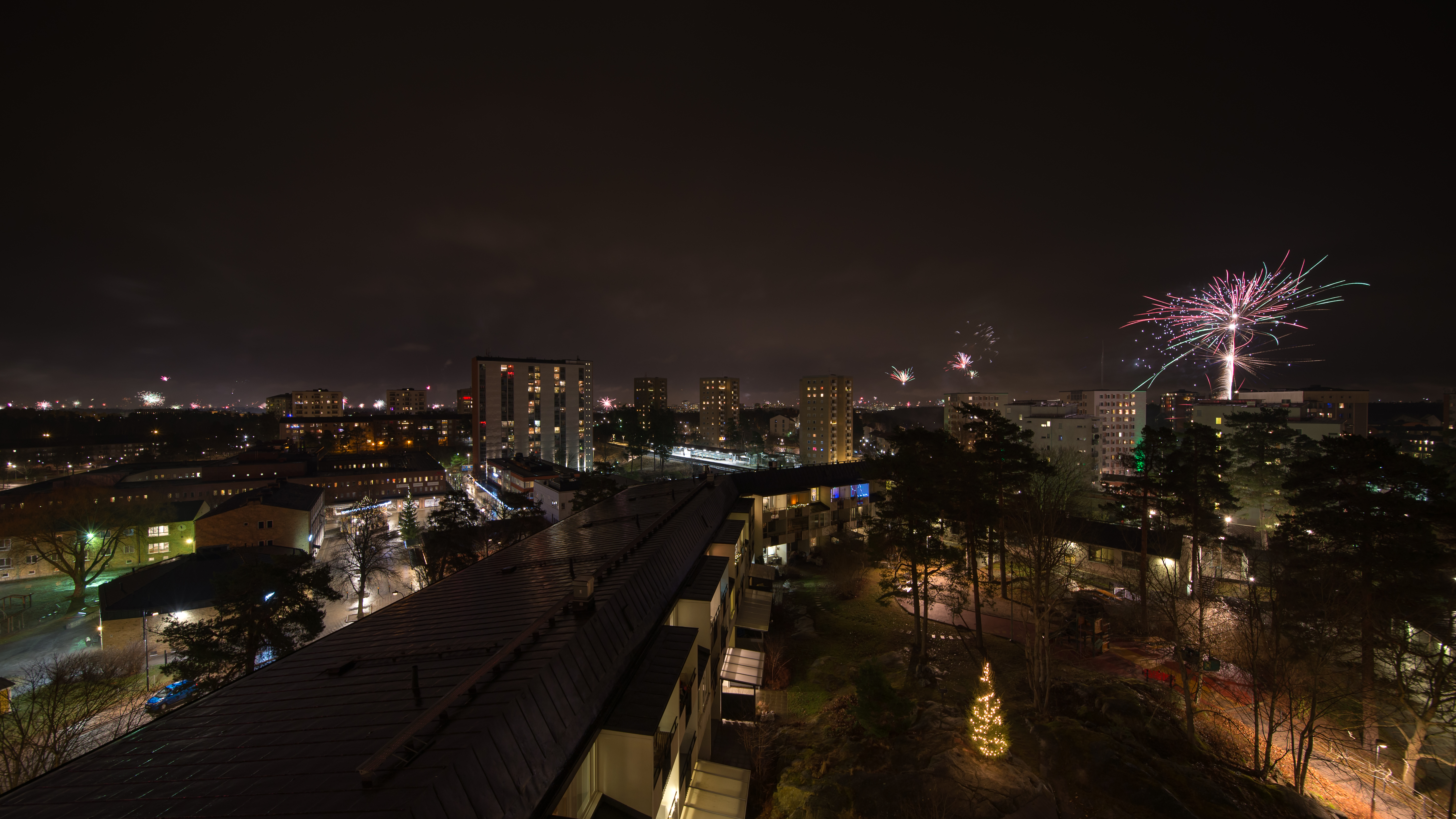

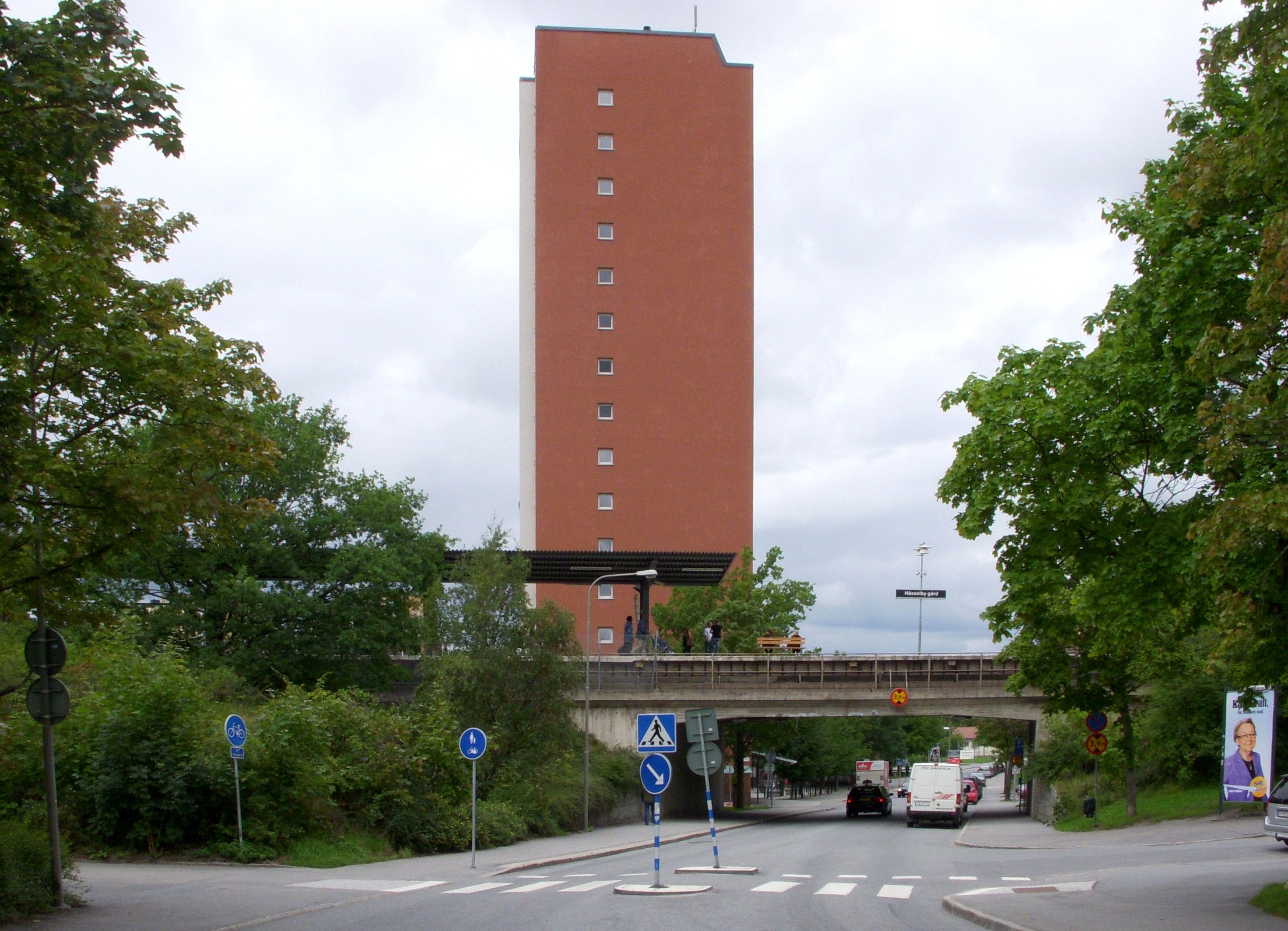
Hässelby torg, 2010.
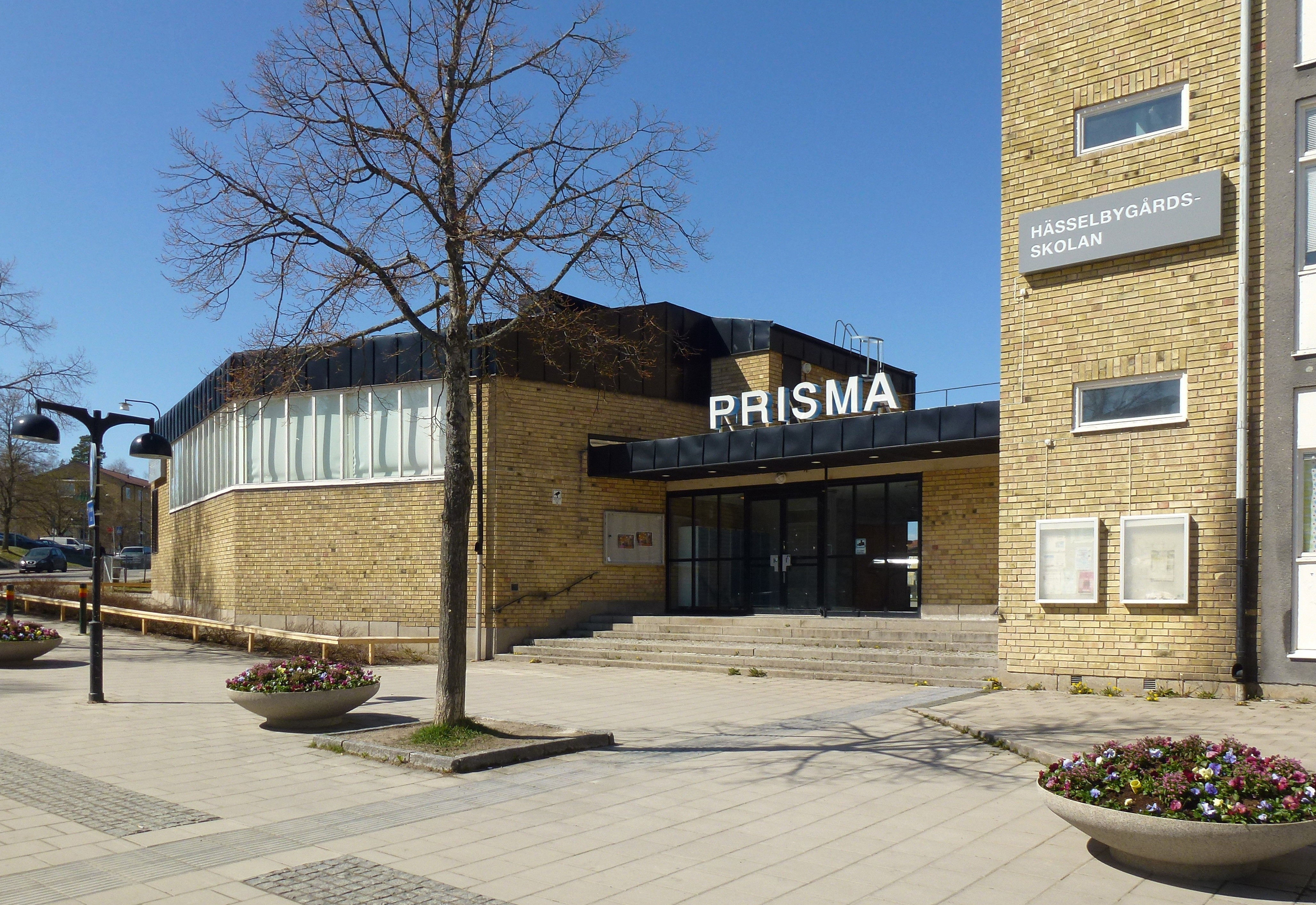
Salle Prisma de l'école d'Hässelbygård en mai 2013 .
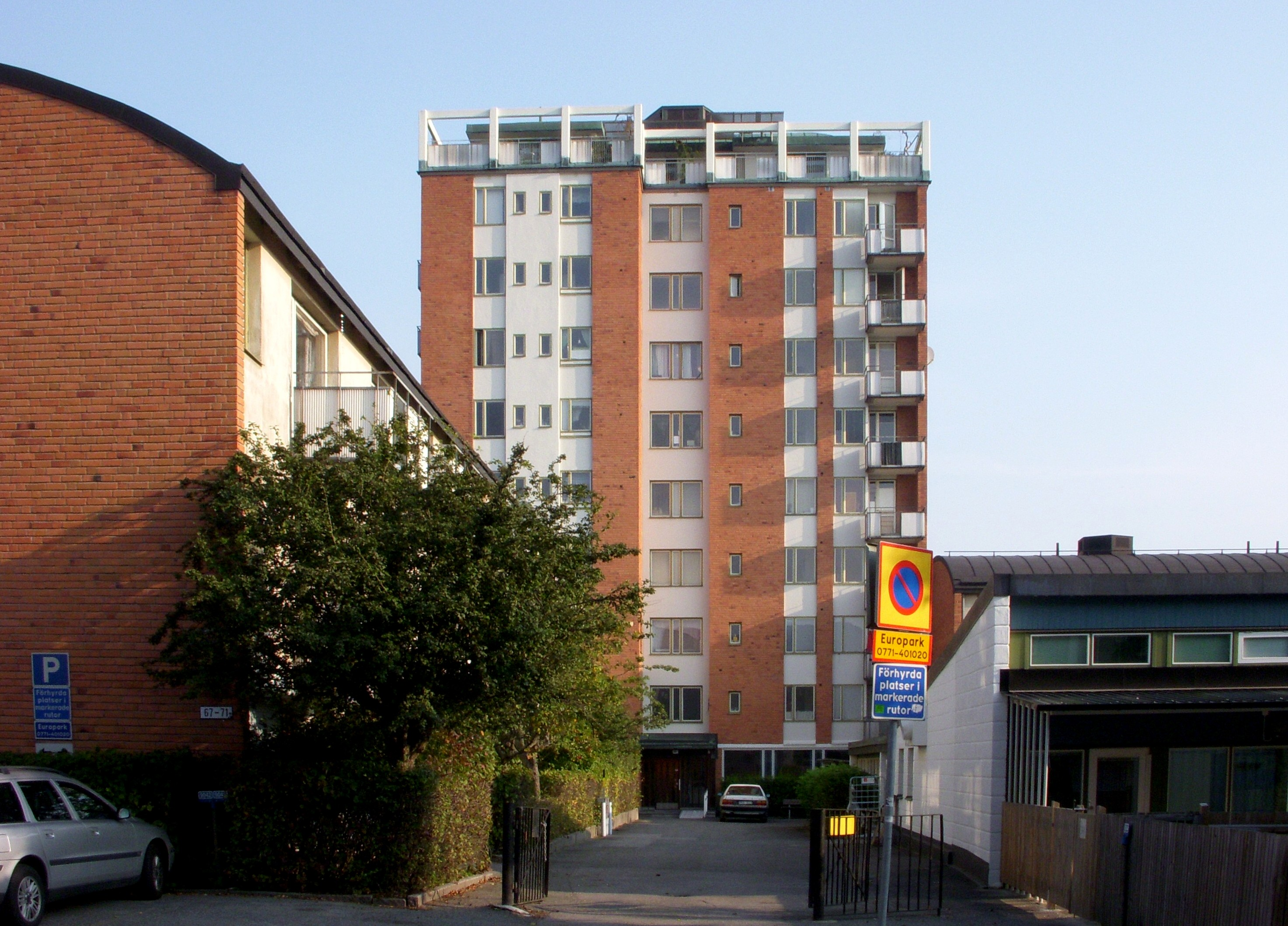
Hässelby familjehotell, 2020.
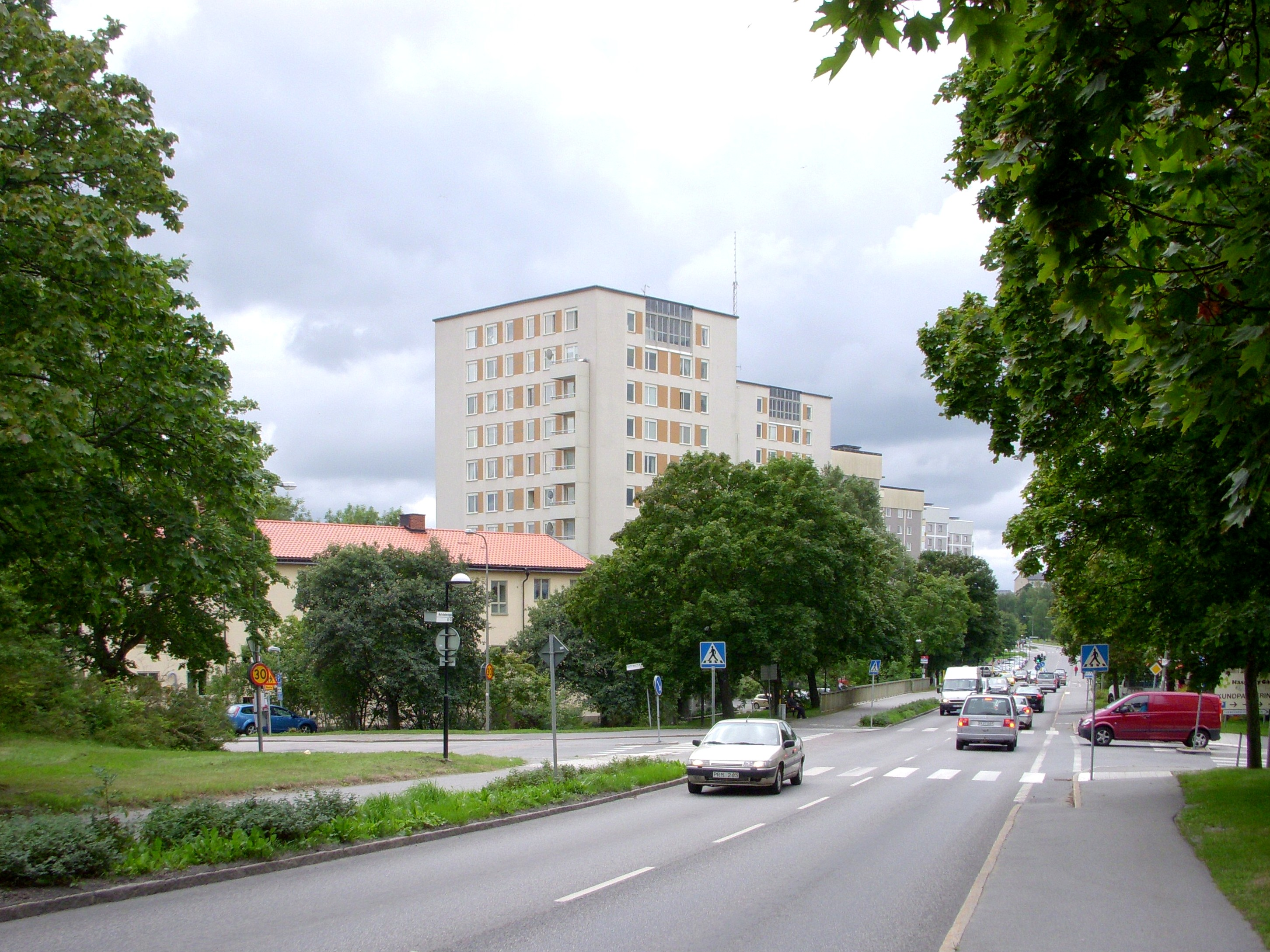